# French Valley, Kalifornien
French Valley är en ort (CDP) i Riverside County, i delstaten Kalifornien, USA. Enligt United States Census Bureau har orten en folkmängd på 23 067 invånare (2010) och en landarea på 28,1 km².